# Vadim Zhuravlev
Vadim Zhuravlev (né le 15 mars 1993 à Saint-Pétersbourg) est un coureur cycliste russe.

## Palmarès
- 2013
  - Circuito Guadiana
  - 2e étape du Tour de la Bidassoa
  - Trofeo San Juan y San Pedro
- 2014
  - Mémorial Pascual Momparler
  - 2e du Circuito Guadiana
  - 2e de la Santikutz Klasika
  - 2e de la Coupe d'Espagne espoirs
- 2015
  - Grand Prix Macario
  - Trophée Iberdrola
  - 2e du Trofeo Ayuntamiento de Zamora
  - 2e de la Santikutz Klasika
  - 3e de la Coupe d'Espagne espoirs

## Classements mondiaux
| Année           | 2015 | 2016   |
| --------------- | ---- | ------ |
| UCI Europe Tour | 837e | 1 019e |